# Aerenomera boliviensis
Aerenomera boliviensis är en skalbaggsart som beskrevs av Gilmour 1962. Aerenomera boliviensis ingår i släktet Aerenomera och familjen långhorningar.
Artens utbredningsområde är Paraguay. Inga underarter finns listade i Catalogue of Life.